# Vladimír Zmeškal
Vladimír Zmeškal (* 5. November 1902 in Prag; † 8. April 1966 ebenda) war ein tschechischer Sorabist und Filmregisseur.
Seit 1919 arbeitete er im Verein Společnost přátel Lužice mit, wo er sich an der Herausgabe der Zeitschrift Lužickosrbský věstník wesentlich beteiligte, und war ein aktiver Unterstützer der sorbischen Kultur in Prag. Er war für die Buchreihe Bibliothek Dom a swět (sorbisch für Haus und Welt) verantwortlich, die der 1900 gegründete Kreis sorbischer Schriftsteller von 1921 bis 1937 herausgab. In der Reihe erschienen 33 Bände mit Werken zeitgenössischer sorbischer Autoren sowie Übersetzungen, vor allem aus anderen slawischen Sprachen.

## Werke (Auswahl)
Bücher
- Les Serbes de Lusace et les Sokols. Nakladatel údaje Prague (L'Association tchéco-lusacienne Adolf Černý) 1926
- Slovanskou Lužicí. Československo-lužický spolek Adolf Černý. Praha 1930
- Lužice v obrazech: o zemi a životě Lužických Srbů. Společnost přátel Lužice. Praha 1945
- mit Lenka Reinerová, Zdeněk Urbánek: Lužičtí Srbové. Praha: Společnost Národního muzea. 1962

Dokumentarfilme
- Dolnoserbska drastwa (Niedersorbische Trachten), 1929/30, 3 Minuten, Regie gemeinsam mit Herbert Cerna
- Dolna Łužyca (Die Niederlausitz), 1929/30, 6 Minuten, Regie gemeinsam mit Herbert Cerna
- Serbski swěźen we Wětošowje (Wendische Hochzeit in Vetschau), 1930, 10 Minuten, Regie gemeinsam mit Herbert Cerna